# Мутафчиева, Вера

Вера Петрова Мутафчиева (28 марта 1929, София, Болгария — 9 июня 2009, София, Болгария) — болгарская писательница, сценарист и историк, академик Болгарской академии наук, дочь известного историка проф. Петра Мутафчиева.

## Художественные произведения
- Летопис на смутното време
- Случаят Джем (в рус. переводе - Дело султана Джема)
- Последните Шишмановци
- Процесът 1973
- Рицарят
- Белот на две ръце
- Повест с двойно дъно
- Книга за Софроний
- Дилогия „Алкивиад Малки“ и „Алкивиад Велики“
- Образ невъзможен. Младостта на Раковски
- Предречено от Пагане
- Бомбите
- Съединението прави силата
- Аз, Анна Комнина

сборники эссе
- И Клио е муза
- Белия свят
- Реакции
- И страшно е, майко, и весело
- Навиканите Балкани
- Нека се сбогуваме с XX век

## Научные труды
- Аграрните отношения в Османската империя, XV-XVI в.
- Към статута на тимарите  през XVII-XVIII в.
- Вакъфът – един аспект от социално-икономическата структура на Османската империя, XV-XVII в.
- Кърджалийско време
- Османска социално-икономическа история

## Фильмография
- 681 - Величие хана (1981)
- Несовершеннолетие (1981)
- Хан Аспарух (1981)
- Трудная любовь (1974)

## Награды
- 1982 — Димитровская премия.
- 1989 — Орден «Кирилл и Мефодий» I степени.
- 1999 — Орден «Стара-планина» I степени.
- 2002 — Премия имени Христо Данова за вклад в болгарскую литературу.